# Booker
Booker è una serie televisiva statunitense andata in onda tra il 1989 e il 1990, nata come spin-off di 21 Jump Street.

## Trama
Personaggio principale della serie televisiva è Dennis Booker (Richard Grieco), un ex agente di Polizia del dipartimento di Los Angeles, che, dopo aver lasciato il servizio attivo, continua ad operare sotto forma di investigatore privato.
Detective dal carattere molto particolare, Dennis Booker agisce spesso di testa propria usando modi e strategie discutibili pur di raggiungere il fine prefissato.
Persona dal carattere molto "Dark", Booker si sposta sempre in sella ad una motocicletta Harley Davidson e veste spesso di pelle nera o comunque abiti scuri.

## Episodi
| Stagione       | Episodi | Prima TV USA | Prima TV Italia |
| -------------- | ------- | ------------ | --------------- |
| Prima stagione | 22      | 1989-1990    | 1990            |

## Produzione
Creata dalla Fox Network, la serie venne prodotta in solo una stagione ed andò in onda sulla stessa rete televisiva a partire dal 24 settembre 1989 fino al 6 maggio 1990. In Italia la serie venne trasmessa in prima visione su Italia 1.

### Location
Ufficialmente la serie televisiva si svolge nelle strade di Los Angeles, ma in realtà tutte le puntate sono state girate nella città di Vancouver (Columbia Britannica, Canada).

### Colonna sonora
La colonna sonora della serie televisiva è per la stragrande maggioranza permeata dall'Heavy metal o comunque dalla musica Rock.
La sigla di apertura di ogni puntata propone la canzone Hot in the City, scritta e cantata da Billy Idol.